# 外務省 (イスラエル)
外務省（がいむしょう、ヘブライ語: משרד החוץ, Misrad HaHutz）は、イスラエルの外交を担当する行政機関である。2025年現在の大臣はギドン・サール。

## 組織
- 政治調査センター